# Culicoides estevezae
Culicoides estevezae är en tvåvingeart som beskrevs av Ronderos och Gustavo R. Spinelli 1994. Culicoides estevezae ingår i släktet Culicoides och familjen svidknott. Inga underarter finns listade i Catalogue of Life.